# Adolf Törngren (läkare)
Johan Adolf Törngren, född 29 oktober 1860 i Vesilax, död 16 juni 1943 i Helsingfors, var en finländsk läkare och diplomat.
Törngren var son till industrimannen Adolf Törngren. Törngren blev 1887 medicine licentiat, 1889 medicine doktor och samma år docent i barnförlossningskonst vid Helsingfors universitet och 1891 barnmorskelärare. På sin vetenskaps område offentliggjorde han avhandlingarna Studier öfver primära nedredelslägen och förlossningar (1887) och Recherches sur l’échange des substances entré le liquide amniotique et le sang maternel (1889) samt flera uppsatser liksom en Lärobok i förlossningskonst för barnmorskor.
Törngren tog som huvudman för sin ätt del i lantdagarna från 1891 samt invaldes i enkammarlantdagen 1914; han satt 1905-06 i grundlagsutskottet. Han hade även en diplomatisk bana: 1906-1909 verkade han som tjänsteman vid Finska statssekretariatet i Sankt Petersburg. År 1914 blev han lantdagsledamot för Svenska folkpartiet. Adolf Törngren deltog i den passiva motståndsrörelsen mot Ryssland och arbetade för Finlands självständighet i ententeländerna under första världskriget. Vid fredsförhandlingarna i Paris 1919 var han i egenskap av Finlands chargé d'affaires även ledare för delegationen från Finland, även om landet inte formellt deltog i konferensen. Efter sin övergång till politiken utgav han flera arbeten hänförande sig till Ryssland.
Törngrens andra hustru Marie, född Linder, var systerdotterdotter till Aurora Karamzin, och 1895 köpte paret Träskända gård av henne. De lät bygga en ny manbyggnad enligt ritningar av arkitektbyrån Gesellius-Lindgren-Saarinen kort därefter. Byggnaden var ämnad för sommarbruk, men 1918 fick den svenske arkitekten Isak Gustaf Clason i uppdrag att utföra ombyggnadsritningar för att göra karaktärsbyggnaden vinterbonad. Endast stenfoten från den tidigare byggnaden sparades. De finländska arkitekterna Armas Lindgren och Bertel Liljequist anlitades 1920-21 på projektet och kom att utgå ifrån Clasons skisser i de slutgiltiga ritningarna i svensk nybarock. Herrgården såldes på 1920-talet till Esbo stad.
Törngren var gift med Anna Alberta Nykopp 1887–1894, med Marie Linder 1894–1900, och med Ida Ottonie Ljungqvist (tidigare Wulff) från 1913.